# Ålstadnäsets naturreservat
Ålstadnäsets naturreservat är ett naturreservat i Trollhättans kommun i Västra Götalands län.
Reservatet är 45 hektar stort och skyddat sedan 2019. Det är beläget på halvön med detta namn i sjön Gravlången. Det består av lövskogar, lövsumpskogar, tallskogar, hällmarker och grannaturskog samt ekar och ekhagar.
Naturreservatet förvaltas av Västkuststiftelsen.